# Nastanthus
Nastanthus es un género de plantas con flores perteneciente a la familia Calyceraceae. Comprende 19 especies descritas y de estas, solo 2 aceptadas.

## Taxonomía
El género fue descrito por John Miers y publicado en Annals and Magazine of Natural History, ser. 3 6(33): 184. 1860.

## Especies aceptadas
A continuación se brinda un listado de las especies del género Nastanthus aceptadas hasta julio de 2011, ordenadas alfabéticamente. Para cada una se indica el nombre binomial seguido del autor, abreviado según las convenciones y usos:
- Nastanthus caespitosus (Phil.) Reiche
- Nastanthus falklandicus, Moore, D.M.
- Nastanthus spathulatus (Phil.) Miers